# Friedrich Wilhelm von Buxhoeveden
Friedrich Wilhelm, Conde de Buxhoevden (em russo:  Федор Федорович Буксгевден, Fyodor Fyodorovich Booksgevden; outras alternativas: Feodor Buxhoeveden, Buxhœwden) (Muhu, 14 de Setembro de 1750 – 23 de Agosto de 1811) foi um General de Infantaria do Exército Imperial Russo e oficial do governo. Buxhoeveden comandou as tropas Russas durante a Guerra Finlandesa e participou nas Guerras Napoleónicas. 
Foi governador de Varsóvia (1792), administrador da Polónia (1793), governador do Báltico (1803) e governador-militar de São Petersburgo de Junho de 1797 a Agosto de 1798.
Buxhoevden participou da Batalha de Austerlitz como comandante, contribuindo para a derrota Aliada por estar bêbado durante a batalha.